# Повзик рудоволий

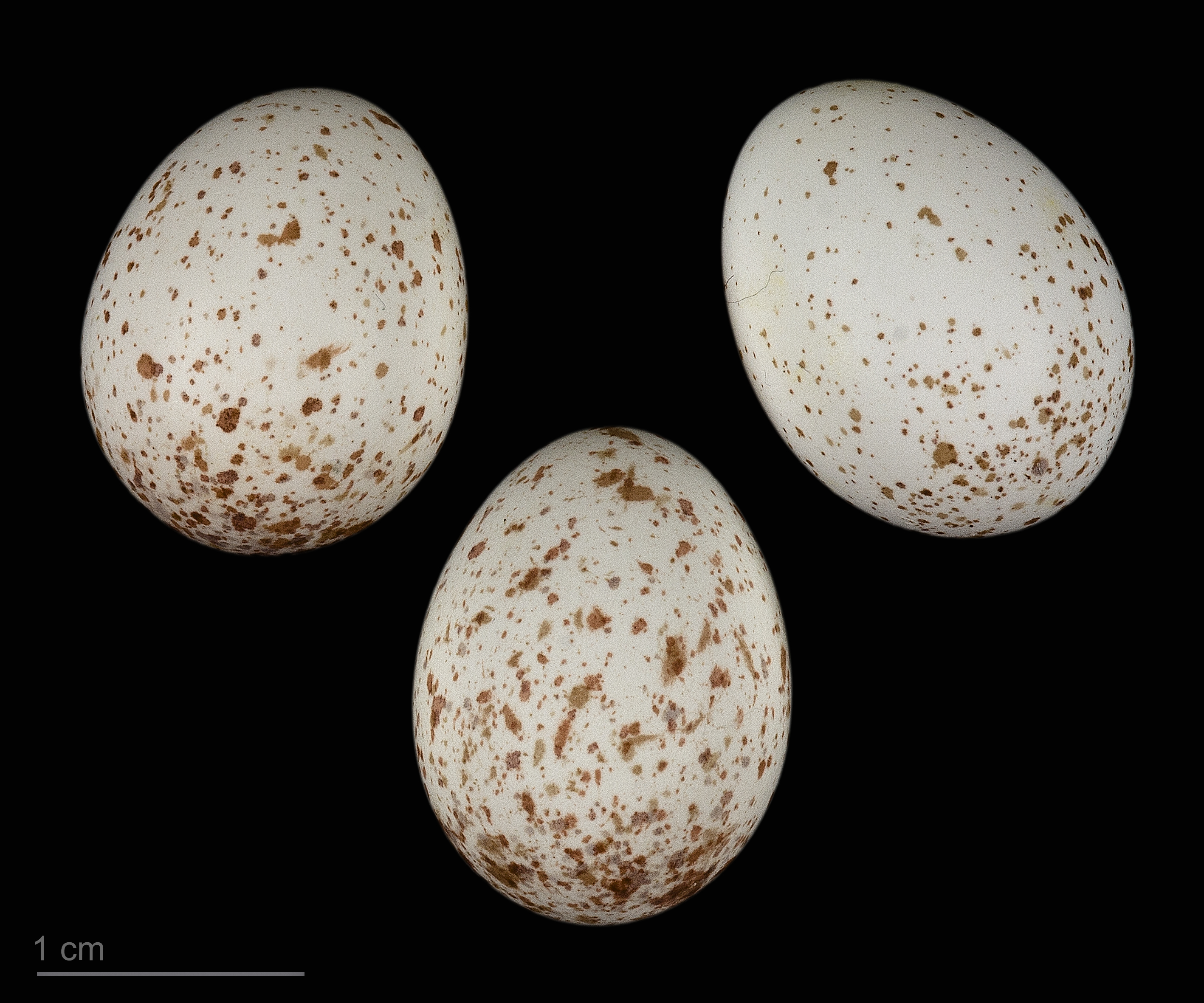
яйце Sitta krueperi - Тулузький музей

Повзик рудоволий (Sitta krueperi) — вид горобцеподібних птахів родини повзикових (Sittidae).

## Поширення
Вид поширений на Кавказі, в узбережних гірських районах Туреччини та на грецькому острові Лесбос. Птах трапляється у лісах сосни турецької (Pinus brutia).

## Опис
Дрібний птах, завдовжки 12 см, вагою 12-14 г. Верхня частина тіла синювато-сірого кольору. Горло та черево брудно-білі, груди рудувато-коричневі. На голові є чорна шапинка та білі брови.

## Спосіб життя
Мешкає у хвойних лісах. Трапляється парами або численними зграями. Живиться комахами та насінням. Протягом зимових місяців раціон повзика майже повністю складається з насіння сосни. Гніздо облаштовує у порожнинах мертвих дерев. Дно гнізда вистилає сосновими шишками, рослинним пухом та іншими м'яким матеріалом рослинного або тваринного походження. Самиця відкладає 4–6 яєць, білих з дрібними червонувато-коричневими плямами. Інкубація триває 14-17 днів. Насиджує самиця, в цей час самець її підгодовує. Молодняк залишає гніздо приблизно через 20 днів після вилуплення.